# حمض البنتاكوسيليك
حمض البنتاكوسيليك هو حمض كربوكسيلي له الصيغة الكيميائية C25H50O2، والتي يمكن كتابتها على الشكل CH3(CH2)23COOH. ويكون على شكل صلب عديم اللون. ينتمي حمض البنتاكوسيليك إلى الأحماض الدهنية المشبعة.

## الوفرة الطبيعية

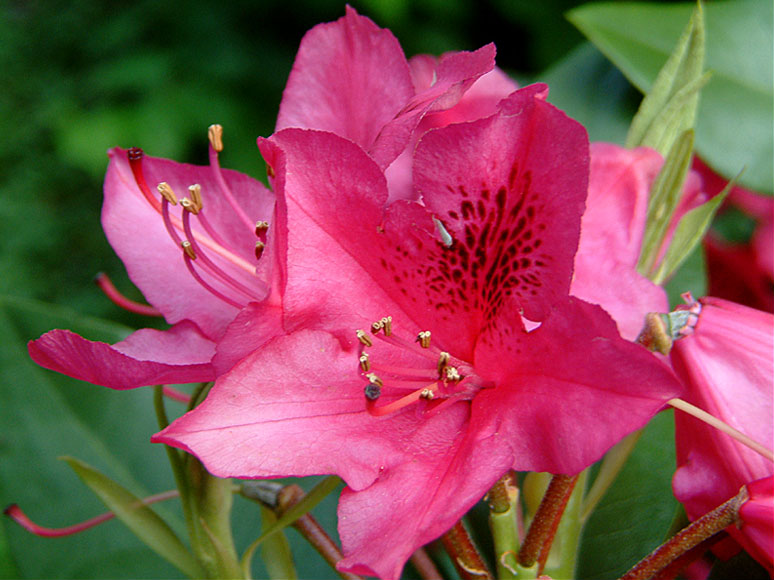
ردندرة

يحوي شمع العسل على استرات حمض البنتاكوسيليك في تركيبه؛ كما يوجد المركب أيضاً على شكل آثار في زيت الفول السوداني وفي زيت بذر اليقطين وفي بعض الدهون الحيوانية.
عثر على آثار من حمض البنتاكوسيليك أيضاً في الزيوت العطرية لبعض الأنواع النباتية مثل القصعين (المريمية) والردندرة.

## الخواص
يوجد المركب في الشروط القياسية على شكل صلب عديم اللون، وهو عديم الانحلال عملياً في الماء، لكنه يذوب في المذيبات العضوية مثل الأسيتون.

## اقرأ أيضاً
- حمض دهني